# Beatrix Karl
Beatrix Karl (10 de dezembro de 1967) é uma acadêmica e política austríaca. Ex-membra do Conselho Nacional, atuou como Ministra da Ciência e Pesquisa (2010–2011) e Ministra da Justiça (2011–2013) no primeiro governo Faymann.

## Biografia
Karl nasceu em 1967 em Graz, Estíria, e cresceu em Bad Gleichenberg. Ela estudou direito na Universidade de Graz, concluindo o mestrado em 1991 e o doutorado em 1995. Ela então trabalhou no Instituto Max Planck de Direito Social e Política Social em Munique. A partir de 2001 foi professora assistente e professora titular desde 2003, na sua alma mater.
Em outubro de 2017, Karl foi nomeada vice-reitor da Escola Universitária de Formação de Professores da Estíria com responsabilidade pela investigação e desenvolvimento.

## Carreira
Karl concorreu sem sucesso nas eleições estaduais da Estíria de 2005 pelo Partido Popular Austríaco (ÖVP). Nas eleições legislativas austríacas de 2006, ela ganhou um assento no Conselho Nacional e foi reeleita em 2008. De 2009 a 2010 foi secretária geral da organização trabalhista do ÖVP.
Em 26 de janeiro de 2010, Karl foi nomeada para o gabinete de Werner Faymann, sucedendo Johannes Hahn como Ministro da Ciência e Pesquisa. Ela fez planos para reintroduzir taxas para todos os estudantes universitários, entre outras medidas de redução de custos.
Ela se mudou para liderar o Ministério da Justiça em uma remodelação do gabinete em abril de 2011. Karl foi amplamente criticada depois que um jovem de 14 anos, que havia sido detido incorretamente, foi agredida sexualmente na prisão. Os críticos a acusaram de ignorar a presunção de inocência, especialistas afirmaram que a detenção preventiva prolongada para menores era inaceitável. Mais tarde, ela admitiu que seu ministério havia lidado mal com a situação.
Karl não permaneceu no segundo governo Faymann e retomou sua participação no parlamento até a eleição de 2017. Ela também foi candidata nas eleições para o Parlamento Europeu de 2014, mas o ÖVP não ganhou assentos suficientes para ela ingressar no Parlamento Europeu.
Em 2018, ela foi selecionada como comissária do governo da Áustria para a Expo 2020 em Dubai.
Ela é Dama de Honra da Ordem de São Jorge.